# ATP Bordeaux 1987
L'ATP Bordeaux 1987 è stato un torneo di tennis giocato sulla terra rossa. È stata la 9ª edizione dell'ATP Bordeaux, che fa parte del Nabisco Grand Prix 1987. Il torneo si è giocato a Bordeaux in Francia, dal 13 al 19 luglio 1987.

## Campioni

### Singolare maschile
Emilio Sánchez ha battuto in finale  Ronald Agénor con il punteggio di 5–7, 6–4, 6–4

### Doppio maschile
Sergio Casal /  Emilio Sánchez hanno battuto in finale  Darren Cahill /  Mark Woodforde con il punteggio di 6–3, 6–3